# Turania (bướm đêm)
Turania là một chi bướm đêm thuộc họ Crambidae.

## Các loài
- Turania pentodontalis (Erschoff, 1874)
- Turania russulalis (Christoph, 1877)